# Jim Clark
Jim Clark (Kilmany, 4. ožujka 1936. – Hockenheim, 7. travnja 1968.), britanski sportski automobilist iz Škotske.
Bio je svjetski prvak u Formuli 1 1963. i 1965. godine za tim Lotus. Trenutno je peti na listi vozača Formule 1 s najviše osvojenih prvih startnih pozicija, ukupno 33. Ispred njega su Michael Schumacher (68), Ayrton Senna (65), Sebastian Vettel (45) i Lewis Hamilton (35). Od aktivnih vozača šansu da ga eventualno prestigne ima i Fernando Alonso (22). Nije poginuo u utrci Formule 1 nego u relativno manje važnoj utrci Formule 2. Smatra se jednim od najvećih vozača svih vremena.
Clark je bio raznovrstan vozač koji se natjecao u utrkama sportskih automobila, tzv. "touring" automobila (značajno modificirani ulični automobili), zatim na utrci 500 milja Indianapolisa, na kojoj je pobijedio 1965. No, posebno ga se povezuje s momčadi Lotus s kojom je postigao najveće uspjehe.

## Rezultati u Formuli 1
| Sezona | Momčad     | Šasija   | Motor     | Utrke | Pobjede | Podiji | Bodovi  | Plasman |
| ------ | ---------- | -------- | --------- | ----- | ------- | ------ | ------- | ------- |
| 1960.  | Team Lotus | Lotus 18 | Climax I4 | 6     | 0       | 1      | 8       | 10.     |
| 1961.  | Team Lotus | Lotus 21 | Climax I4 | 8     | 0       | 2      | 11      | 7.      |
| 1962.  | Team Lotus | Lotus 25 | Climax V8 | 9     | 3       | 3      | 30      | 2.      |
| 1963.  | Team Lotus | Lotus 25 | Climax V8 | 10    | 7       | 9      | 54 (73) | 1.      |